# Hans Fassnacht
Hans-Joachim Faßnacht (Bad Rappenau, República Federal Alemana, 28 de noviembre de 1950) es un nadador alemán retirado especializado en pruebas de estilo libre, donde consiguió ser subcampeón olímpico en 1972 en los 4x200 metros estilo libre.
Fue campeón de Europa en 200, 1500 y 4x200 metros libres durante el Campeonato Europeo de Natación de 1970.

## Palmarés internacional
| Juegos Olímpicos               | Juegos Olímpicos              | Juegos Olímpicos | Juegos Olímpicos |
| Año                            | Lugar                         | Medalla          | Prueba           |
| ------------------------------ | ----------------------------- | ---------------- | ---------------- |
| 1972                           | Múnich ( Alemania Occidental) | Medalla de plata | 4 × 200 m libre  |
| Campeonato Europeo de Natación |                               |                  |                  |
| Año                            | Lugar                         | Medalla          | Prueba           |
| 1970                           | Barcelona ( España)           | Medalla de oro   | 4 × 200 m libres |
| 1970                           | Barcelona ( España)           | Medalla de oro   | 1500 m libres    |
| 1970                           | Barcelona ( España)           | Medalla de oro   | 200 m libres     |
| 1970                           | Barcelona ( España)           | Medalla de plata | 400 m libres     |
| 1970                           | Barcelona ( España)           | Medalla de plata | 400 m estilos    |
| 1970                           | Barcelona ( España)           | Medalla de plata | 4 × 100 m libres |